# Aérodrome de La Tranche-sur-Mer
L'aérodrome de La Tranche-sur-Mer est un aérodrome à usage restreint, située sur la commune de La Tranche-sur-Mer, dans le département de la Vendée (85), en région française Pays de la Loire.

## Histoire
L'aérodrome de la Tranche-sur-Mer était à l'origine une base ULM référencée LF8522. Le 24 juillet 2025, la base ULM devient un aérodrome à usage restreint et prend le code OACI LFTA.